# Marie-Célie Agnant
Marie-Célie Agnant (sinh năm 1953, Port-au-Prince, Haiti) là một tác giả sống ở Canada từ năm 1970.
Agnant là một nhà văn của những bài thơ, tiểu thuyết và tiểu thuyết, và cô cũng đã xuất bản những cuốn sách thiếu nhi. Cô cũng là một người kể chuyện và thỉnh thoảng xuất hiện với Nhà hát Bánh mì & Múa rối Vermont. Các tác phẩm của cô đã được dịch sang tiếng Tây Ban Nha, tiếng Anh, tiếng Hà Lan, tiếng Ý và tiếng Hàn. Những cuốn sách của cô bao gồm Im lặng như máu, (Le Silence comme le sang 1997), được đề cử cho Giải thưởng của Toàn quyền năm 1998 và La Dot de Sara.